# Olimpíada Internacional de Biologia
La International Biology Olympiad (IBO) és una competició anual adreçada als estudiants de Secundària. La primera va tenir lloc als anys 60 i actualment hi participen més de 70 països de tot el món. La seu central està actualment a la República Txeca i cada any se celebra en un país diferent. Els alumnes que hi accedeixen solen mostrar un interès particular per la Biologia i tenen gran capacitat d'observació i anàlisi.
El propòsit de la IBO de reunir estudiants amb interessos comuns és estimular-los i ampliar els seus coneixements, alhora que permet descobrir la seva futura carrera. La competició també promou la Biologia com una ciència amb encant i engrescadora. Actualment la Biologia està molt present a la nostra Societat i els seus coneixements, com l'Ecologia, permeten emfatitzar la importància en la preservació del medi, o bé com la Biologia Molecular, la qual en el dia a dia planteja nombrosos debats.
L'Olimpíada serveix al professorat participant per compartir experiències educatives amb altres de diferents països i cultures. Aquest projecte es fa realitat gràcies al suport d'organitzacions administratives, com Comunitats Autònomes, Ajuntaments, Associacions de Professors i Associacions de Professionals en diferents aspectes de la Biologia i Centres Educatius.

## Edicions de la IBO
Anualment la IBO s'organitza en un país diferent.
1. Txecoslovàquia, Olomouc 1990
2. URSS, Makhatxkalà 1991
3. Txecoslovàquia, Poprad 1992
4. Països Baixos, Utrecht 1993
5. Bulgària, Odessos 1994
6. Tailàndia, Bangkok 1995
7. Ucraïna, Artek 1996
8. Turkmenistan, Aşgabat 1997
9. Alemanya, Kiel 1998
10. Suècia, Uppsala 1999
11. Turquia, Antalya 2000
12. Bèlgica, Brussel·les 2001
13. Letònia, Riga 2002
14. Belarús, Minsk 2003
15. Austràlia, Brisbane 2004
16. Xina, Pequín 2005
17. Argentina, Río Cuarto 2006
18. Canadà, Saskatoon 2007
19. Índia, Mumbai 2008
20. Japó, Tsukuba 2009
21. Corea 2010
22. Taiwan 2011
23. Singapur 2012
24. Suïssa 2013
25. Indonèsia 2014
26. Dinamarca 2015
27. Vietnam 2016
28. Regne Unit 2017
29. Iran 2018
30. Hongria 2019
31. Japó 2020
32. Portugal 2021
33. Armènia 2022
34. Emirats Àrabs Units 2023
35. Kazakhstan 2024
36. Filipines 2025
37. Lituània 2026
38. Polònia 2027
39. Països Baixos 2028
40. Txèquia 2029